# Лада Запад Тольятти
«Лада Запад Тольятти» — российское автомобилестроительное предприятие, дочерняя компания АО «АвтоВАЗ».
С 2001 по 2019 год являлось совместным предприятием американской корпорации General Motors и российского автозавода «АВТОВАЗ», носившим до 2020 года название: ЗАО «GM-АВТОВАЗ». Занималось выпуском автомобилей ВАЗ-2123 «Лада Нива» под названием Chevrolet Niva (2002—2020) и Opel Astra G под названием Chevrolet Viva (2004—2008).

## История
Совместное предприятие было основано в 2001 году с соотношением акций:
- ОАО «АвтоВАЗ» (41,61 % акций);
- GM Auslandsprojekte GMBH (дочерней компании концерна «General Motors») (41,61 % акций);
- Европейским банком реконструкции и развития (16,78 % акций).

Соглашение о создании предприятия подписано 27 июня 2001 года, само совместное предприятие было создано 30 июля 2001 года и зарегистрировано в Министерстве юстиции России 2 августа 2001 года.
В сентябре 2012 года ЕБРР вышел из состава акционеров GM-АвтоВАЗ, его акции выкупили партнеры, при этом доля каждого в уставном капитале СП выросла до 50 %.
В 2002—2003 годах «GM-АвтоВАЗ» строит в Тольятти цеха для окраски кузовов и сборки автомобилей.

### Вторая очередь
В 2012 году дочерней компанией «GM-АвтоВАЗ» ООО «Джей Ви Системз» на территории Особой экономической зоны Тольятти было начато строительство второй площадки завода по выпуску внедорожника «Chevrolet Niva» нового поколения, однако из-за международных санкций через год объект был заморожен. К середине 2019 года строительство все ещё не закончено, в том числе в связи с судебными тяжбами по поводу строительства.
Начало выпуска Шевроле Нива второго поколения планировалось в 2016 году. Стоимость проектирования модели оценивается в 200 млн долларов, а инвестиции в организацию производства новой модели — в 4 млрд рублей. Выпуск предполагался в объёме до 120 тысяч машин в год.
Штамповку и сварку кузова нового поколения планировалось осуществлять в новом, специально для этого возведённом цехе. Двигатель планировался 135-сильный, разработки PSA Peugeot Citroën, коробка переключения передач и раздаточная коробка — из Индии и Италии.
Концепт был продемонстрирован в августе 2014 года, но в марте 2015 года разработка модели была приостановлена. Учитывая, что модель разработана, предсерийные машины выпущены (пройдены ходовые испытания в Италии, Испании, Швеции, окончен комплекс зимних тестов в Когалыме), на заводе «GM-АвтоВАЗ» построены новый штамповочный и кузовной цеха (куда уже успели завезти и смонтировать новое оборудование), а также запущено строительство завода для производства моторов по лицензии «PSA Peugeot-Citroen» двигателей, — серийный выпуск прогнозировался на конец 2010-х годов, однако так и не начался.

### Выход GM из СП
9 декабря 2019 года «АВТОВАЗ» подписал соглашение с «General Motors» о выкупе 50% акций тольяттинского совместного предприятия «GM-АВТОВАЗ» у американской компании. Совместное предприятие стало 100% аффилированной компанией группы АвтоВАЗ. Стороны не раскрыли финансовые подробности сделки.
В рамках соглашения завод, принадлежавший совместному предприятию, в течение определённого периода времени продолжил выпуск и продажу автомобилей «Niva» под маркой «Chevrolet», а в дальнейшем автомобиль получил бренд LADA. Никаких изменений для сотрудников обеих компаний не планируется. Действующие контракты с поставщиками и дилерскими центрами «Niva» остаются неизменными в течение переходного периода. 15 апреля 2020 бывшее совместное предприятие было переименовано в АО «Лада Запад Тольятти». Модели было возвращено имя LADA Niva.
В 2021 году на заводе стала выпускаться рестайлинговая версия бывшей LADA Niva (до 2020 Chevrolet Niva) — LADA Niva Travel.

### Консервация завода
В августе 2021 года завод был законсервирован, сборка LADA Niva Travel перенесена на «АВТОВАЗ».
- Chevrolet Viva
- Концепт Шевроле НИВА NGN на Московском автосалоне Chevrolet NivaChevrolet Niva SE (цвет Тундра)
- LADA Niva Travel